# Abita Springs
Abita Springs és una població dels Estats Units a l'estat de Louisiana. Segons el cens del 2000 tenia 1.957 habitants.

## Demografia
Segons el cens del 2000, Abita Springs tenia 1.957 habitants, 757 habitatges, i 550 famílies. La densitat de població era de 183 habitants per km².
Dels 757 habitatges en un 37,5% hi vivien nens de menys de 18 anys, en un 58% hi vivien parelles casades, en un 12,2% dones solteres, i en un 27,3% no eren unitats familiars. En el 22,3% dels habitatges hi vivien persones soles el 8,9% de les quals corresponia a persones de 65 anys o més que vivien soles. El nombre mitjà de persones vivint en cada habitatge era de 2,59 i el nombre mitjà de persones que vivien en cada família era de 3,07.
Per edats la població es repartia de la següent manera: un 28,5% tenia menys de 18 anys, un 6,1% entre 18 i 24, un 32% entre 25 i 44, un 22,7% de 45 a 60 i un 10,6% 65 anys o més.
L'edat mediana era de 35 anys. Per cada 100 dones de 18 o més anys hi havia 85,1 homes.
La renda mediana per habitatge era de 39.923 $ i la renda mediana per família de 45.208 $. Els homes tenien una renda mediana de 36.250 $ mentre que les dones 27.368 $. La renda per capita de la població era de 16.998 $. Entorn del 4,7% de les famílies i el 6,7% de la població estaven per davall del llindar de pobresa.

## Poblacions més properes
El següent diagrama mostra les poblacions més properes.